# Drents Plateau (stichting)
Het Drents Plateau was een stichting die kennis over erfgoed en architectuur in de Nederlandse provincie Drenthe bundelde. Overheden en non-profitorganisaties konden er terecht met vragen over regionale geschiedenis en ruimtelijke ordening. Ook voerde de organisatie op eigen initiatief onderzoek uit op terreinen uiteenlopend van archeologie en monumenten tot cultuurhistorie en erfgoededucatie. Met ingang van 1 januari 2013 is de organisatie opgeheven. De stichting was gevestigd in de Drentse hoofdstad Assen.
De stichting is in januari 2002 ontstaan uit de fusie van de Stichting Erfgoedhuis van Drenthe en de Stichting Het Drentse Welstandstoezicht. De naam van de fusieorganisatie verwijst naar het Drents Plateau, een gebied in het noordwesten van de provincie dat gevormd in de voorlaatste ijstijd. De organisatie was een van de twaalf provinciale erfgoedhuizen in Nederland. Deze zijn verenigd in het Overleg Provinciale Erfgoedinstellingen Nederland (OPEN).

## Andere provinciale centra
Elke provincie heeft in principe een provinciale erfgoedinstelling, soms geïntegreerd met een   provinciaal steunpunt cultureel erfgoed.